# Marguerite Canal
Pour les articles homonymes, voir Canal.
Marguerite Canal, née le 29 janvier 1890 à Toulouse au 3 rue des Lois et morte le 27 janvier 1978 à Cépet, est une musicienne, compositrice, cheffe d'orchestre et pédagogue française. Elle est la première femme à diriger un orchestre à la fin de la Première Guerre Mondiale et a obtenu le Concours du Prix de Rome.

## Biographie
Issue d'une famille toulousaine, Marguerite Canal est la fille de Marie Dorothée Fauré, professeure de piano, et de Maurice Canal, ingénieur mélomane. Elle est la petite-fille de M. Fauré, ancien professeur de basson du Conservatoire de Toulouse. Elle emménage à Paris en 1902 et réussit son entrée au Conservatoire dans les classes de chant et de piano. Élève de Paul Vidal, elle y obtient par la suite un premier prix d'harmonie en 1911, d'accompagnement au piano en 1912 et de contrepoint et fugue en 1915.
Marguerite Canal gagnera ces prix de haute lutte. Lorsqu'en 1914, elle tenta le concours du Prix de Rome, elle le fit avec 12 autres candidats, et ne fut pas reçue. Ce sont Marc Delmas, Edouard Mignan, André Laporte, Jean Déré, Marcel Dupré et Raymond de Pezzer qui furent admis à prendre part au concours définitif. A la fin de la Guerre, en 1919, elle se représenta et gagna, avec sa cantate Le Poète et la Fée, un premier Second Prix. C'est en 1920 qu'elle gagnera enfin le Grand Prix.
En 1917, elle est la 1re femme à diriger un orchestre, en l'occurrence celui de l'Union des femmes professeurs et compositeurs de musique (UFPC), lors de plusieurs concerts à Paris, au Trocadéro puis au Palais de Glace, au profit des blessés de guerre. Selon Renaud Machart « Peu nombreuses sont les femmes à vouloir incarner ce rôle difficile et considéré comme inapproprié aux usages ».   
En 1919, elle est nommée professeure de solfège pour chanteurs au Conservatoire.  En 1920 elle est la 2e femme à recevoir le Premier grand Prix de Rome en composition musicale  à l’unanimité, avec les félicitations de Camille Saint-Saëns, pour sa cantate écrite sur le Don Juan d'Eugène Adenis. 
Elle quitte son poste d'enseignante pour un séjour à la Villa Médicis à Rome, jusqu’en 1925 mais elle reprendra ses cours en 1932. 
Elle se consacre en parallèle à la composition, créant de nombreuses mélodies et berceuses inspirées de poèmes de Charles Baudelaire, Paul Verlaine, Franz Toussaint, Marceline Desbordes-Valmore ou Paul Fort (Le Bonheur est dans le pré, 1931). Elle se produit aussi au piano, accompagnant Ninon Vallin dans ses récitals.
Elle est nommée Chevalier dans l'ordre de la Légion d'honneur en 1939 et est l'auteure d'un opéra, resté inachevé, Tlass Atka ou Le Pays Blanc, inspiré de la Radieuse aurore de Jack London.
Le musicologue Mario Facchinetti disait d'elle en 1956 : « Marguerite Canal est une compositrice inspirée qui garde à la mélodie française le style de Fauré, Debussy et Duparc, style qui est sobre, noble et pur. »
Elle termine ses jours dans une maison de retraite de la banlieue toulousaine et décède le 27 janvier 1978. Elle repose au cimetière de Saint-Martin du Touch.

## Hommages et postérités
Le label allemand Cavalli-Records sort un CD en 2004 consacré à la compositrice.  

## Œuvres

### Musique symphonique
- Arabesque, œuvre pour piano transcrite pour orchestre[18]
- La chanson du rouet, mélodie transcrite pour petit orchestre
- Le miroir, mélodie transcrite pour petit orchestre
- Chanson pour Nanny, mélodie transcrite pour petit orchestre

### Musique de chambre
- Sonate pour violon et piano, écrite en 1922 lors de son séjour à Rome[19]
- Spleen pour violoncelle solo et quintette et piano[20]
- Idylle pour violon ou violoncelle et piano
- Lied pour violon ou violoncelle avec accompagnement de piano
- Élévation pour violon ou violoncelle avec accompagnement de piano
- Près du moulin, pour violon avec accompagnement de piano
- Thème et Variations, pour hautbois avec accompagnement de piano, morceau de concours du Conservatoire de Paris en 1936[21]

### Musique pour piano
- Esquisses méditerranéennes
- Arabesque
- Pages enfantines
- 3 Pièces romantiques

### Musique vocale
- Six chansons écossaises, poésies de Leconte de Lisle
- Au jardin de l'Infante, poésies d'Albert Samain
- La flûte de Jade, poésies de Tsao Chang Ling (1719-1763) traduits par Franz Toussaint
- Trois chants extraits du Cantique des cantiques, traduction de Maudrus
- Sagesse, poésies de Paul Verlaine
- Sept poèmes de Charles Baudelaire
- Amours tristes, sur des textes de la compositrice elle-même
- L'amour marin, poèmes de Paul Fort
- Le Bonheur est dans le pré, paroles de Paul Fort
- Chansons et rondes enfantines, paroles de Lucie Paul-Margueritte
- Quatre berceuses, poésies de Marceline Desbordes-Valmore
- Chanson de route, paroles de Pascal Bonetti
- L'image, poésie de Pierre Maudru
- Chansons pour Michel et Miquette, poèmes de Jean Calmès

## Hommages
- la ville de Toulouse a nommé un cheminement Marguerite Canal en son honneur

## Discographie
- Marguerite Canal : Lieder, Songs, Melodies, Sonate für Violine & Piano, Dominique Longuet (baryton), Andreas Lucke (violon), Barbara Sarlangue-Laumeister (piano), Cavalli-Records, 2004
- Marguerite Canal : 3 pièces romantiques, Sophia Vaillant (piano) 2019
- Ravel & Canal: Sonates pour violon et piano, Guillaume Chilemme (violon) et Nathanaël Gouin (piano), 2015.

## Pour approfondir